# Åsa Crona
Åsa Crona (även Crona-Leandoer, uttalas [lɛanˈdoːr]), född 28 maj 1966 i Stockholm, är en svensk journalist och författare.
Crona-Leandoer utgav 1991 boken Bakom spegeln: om utseende och kvinnokamp (Prisma), ett hårt angrepp mot kvinnliga skönhetsideal. Tillsammans med dåvarande maken Kristoffer Leandoer utgav hon 1991–1994 tidskriften För kännedom. Hon var sommarpratare i P3 den 9 juli 1991.

## Övriga skrifter (i urval)
- Moderouletten: hur Hennes & Mauritz tog hem högsta vinsten (tillsammans med Carin Steinvall, Bonniers 1989)
- Västerbrogatan 7: en uppstigning i helvetet ²tr (Prisma, 1993)
- Kopiornas uppror: om utseende & vår kultur (Prisma, 1993)